# Schuld (debet)
Schuld is een begrip uit het recht en de gebruikstaal. Iemand heeft juridisch beschouwd een schuld aan een ander als er met die ander een afspraak is gemaakt een bepaald bedrag te voldoen voor een door de andere te leveren prestatie. De ander heeft een vordering, veelal uitgedrukt in geld, op de eerstgenoemde. Een schuld kan ontstaan doordat een dienst of goed bij levering niet direct wordt voldaan. De persoon die een schuld heeft wordt schuldenaar of debiteur genoemd, de persoon die een vordering heeft schuldeiser of crediteur.
Voor schulden bestaat meestal een uiterste termijn van voldoening, wordt de termijn overschreden gelden er regels voor het betalen van rente en kosten en voor het innen van de vordering. Is een (rechts)persoon voor langere duur niet in staat schulden binnen de gestelde termijnen te voldoen, komen bijzondere regels in beeld als die voor surseance van betaling, insolventie en schuldsanering. Is sprake van zich ophopende schulden door persoonlijke omstandigheden als ziekte, bovenmatig gokgedrag of overmatig alcoholgebruik, kan bij de Kantonrechter om beschermende maatregelen worden verzocht, het beschermingsbewind of de zwaardere curatele. 
Bij een bedrijf gelden schulden voor de boekhouding en financiële verslaggeving als vreemd vermogen en vormt samen met het eigen vermogen de passiva. 

## Soorten schulden
Er zijn verschillende soorten schulden, waarbij onderscheid wordt gemaakt naar de manier van ontstaan van de schuld. Meestal ontstaat deze door een overeenkomst of contract tussen partijen, bijvoorbeeld een geldlening of levering op krediet. Het is echter ook mogelijk dat de schuld uit de wet voortvloeit. Dit is het geval bij boetes, belastingen en schadevergoedingen. Men kent onder meer:
- Schuld doordat van een betaalrekening meer wordt afgeschreven dan erop staat (rood staan).
- Leningen - De lening is de bekendste soort schuld, met als kenmerk een duidelijke afspraak over de wijze van terugbetaling en de vergoeding voor het ter beschikking stellen van het geld.
  - Fiscaal is van belang de eigenwoningschuld.
  - Qua onderpand onderscheidt men de hypothecaire lening.
- Informele schuld op basis van vertrouwen, bijvoorbeeld na even wat geleend te hebben van een vriend.
- Extra schuld door nog niet betaalde rente.
- Schulden als gevolg van het geleverd hebben gekregen van diensten of goederen, maar deze nog niet betaald hebben ('op de rekening', 'op krediet', 'op de pof').
  - Loonschulden.
- Schulden als gevolg van veroorzaakte schade aan eigendommen van derden (schadevergoeding).
- Gokschulden.
- Een schuld voortvloeiend uit het opgelegd krijgen van een boete door de politie, strafrechter of bestuursorgaan.
- Belastingschulden.
- Sociale premieschulden.

Men kan ook onderscheid maken naar de hoedanigheid van de schuldenaar. Men onderscheidt dan:
- Persoonlijke schulden
- Bedrijfsschulden
- Overheidsschulden

Een schuld wordt uitgedrukt in een vervangbaar goed zoals een valuta, een aandeel in een bepaald fonds, een bepaald type obligatie, of een commodity als olie of een edelmetaal. Als het geen valuta is dat heet dit short gaan.

## Bedrijfsschulden
Bedrijfsschulden zijn verplichtingen aangegaan door een bedrijf of door een ondernemer. In het algemeen is het juridisch van belang of iemand in privé of zakelijk heeft gehandeld: in privé is een persoon in principe zelf volledig aansprakelijk voor schulden, is gehandeld als vertegenwoordiger van een bedrijf, binnen de gegeven bevoegdheid, is het bedrijf de schuldenaar en bestaat alleen in bijzondere omstandigheden persoonlijke aansprakelijkheid. Dit laatste geldt wanneer het bedrijf wordt uitgeoefend in een rechtsvorm met beperkte aansprakelijkheid, zoals een besloten vennootschap of naamloze vennootschap. In dit geval is slechts de rechtspersoon zelf aansprakelijk en niet de vertegenwoordigers of inbrengers van kapitaal. Slechts bij verwijtbaar handelen kent het recht de mogelijkheid hen in privé voor bedrijfsschulden aan te spreken. De bedrijfsschuld wordt dan een persoonlijke schuld. Niet bij alle rechtspersonen is de persoonlijke aansprakelijkheid uitgesloten, een voorbeeld is de vennootschap onder firma in het Belgisch recht.

## Staatsschuld
Voor overheidsschulden gelden andere normen. Algemeen wordt aangenomen dat in de meeste landen de overheid enkel de rente op de schuld terugbetaalt en niet het kapitaal, tenzij door verlegging van de schuld op een nieuwe lening.

## Het afdwingen van terugbetaling van een schuld
Op het moment dat een schuld niet op het afgesproken tijdstip wordt terugbetaald of de afgesproken vergoeding voor het ter beschikking stellen van het geld niet tijdig wordt betaald, zal de schuldeiser de schuldenaar op straffe van maatregelen verzoeken aan zijn verplichtingen te voldoen. Deze maatregelen zijn vaak in de overeenkomst bij het aangaan van de schuld bekendgemaakt of opgenomen in de verkoop- of leningvoorwaarden. Wanneer hierin niets expliciet is geregeld, kan worden teruggevallen op algemene wettelijke regels.
Wanneer een schuldenaar niet betaalt of reageert, of weigert de schuld af te lossen, zal de schuldeiser zijn schuld moeten afdwingen. Dit zal in eerste instantie geschieden door deze opeisbaar te maken. Wanneer het contract een termijn heeft genoemd is de schuld opeisbaar bij het verstrijken van de termijn, anders moet de schuldeiser de schuldenaar een laatste aanmaning met termijnstelling sturen (ingebrekestelling). Wanneer de schuld opeisbaar is kan de schuldeiser extra rente in rekening brengen (boeterente) wegens te late betaling, soms in combinatie met een kostenbedrag ter dekking van de incassokosten. Naarmate de schuldenaar langer verzuimt zijn verplichtingen na te komen, worden de incassomaatregelen zwaarder: de schuldeiser kan een incassobureau of deurwaarder inschakelen om de vordering geïnd te krijgen. Ook dat brengt extra kosten met zich mee, die contractueel en wettelijk kunnen worden verhaald op de schuldenaar. 
Voor het afdwingen van de schuld en kosten is in principe wel een vonnis van de rechter nodig. Een uitzondering geldt wanneer de schuld gedekt wordt door een pandrecht of een hypotheekrecht. Dan kan de schuldeiser dit zonder rechterlijke tussenkomst te gelde maken door de verpande zaken te verkopen en zich te verhalen op de opbrengst. Wanneer de schuld opeisbaar is, kan de schuldeiser in principe de schuldenaar dagvaarden. De rechter zal de schuldenaar vervolgens tot betaling veroordelen, waarna de schuldeiser of diens advocaat het vonnis ten uitvoer kan laten leggen met behulp van een deurwaarder. Deze kan bijvoorbeeld beslag laten leggen op bezittingen van de schuldenaar, waarna de schuldeiser zich via de verkoopopbrengst van deze zaken kan verhalen. Ook kan beslag worden gelegd op de bankrekening of het salaris van de schuldenaar (derdenbeslag).
Uiteindelijk kan de insolventie onder bepaalde voorwaarden en afhankelijk van het toepasselijk recht leiden tot het faillissement van de schuldenaar. Voor schuldeisers is dit overigens vaak niet gunstig. De opbrengsten moeten vaak gedeeld worden met andere schuldeisers, waarbij hoger gerangschikte schulden (bevoorrechte schulden, bijvoorbeeld belastingschulden) als eerste betaald worden. Veel schuldeisers blijven hierdoor bij een faillissement met lege handen achter.

## Problematische schulden
Van problematische schulden is sprake als een persoon structureel niet aan zijn verplichtingen kan voldoen. Onder bepaalde omstandigheden kan dan bij de rechter om  schuldsanering worden gevraagd of schuldbemiddeling worden uitgevoerd door een schuldhulpverlener.
In Nederland kan een schuldsanering op twee manieren tot stand worden gebracht:
- via de minnelijke weg of
- via een beschikking van de Kantonrechter.